# Нурбану Султан
Нурбану Султан (на турски: Nurbanu Sultan) (1525 – 1583) е наложница на османския султан Селим II, майка и валиде султан на Мурад III.

## Произход и ранни години
Според една от теориите Нурбану е венецианска благородничка, родена през 1525 г. на гръцкия остров Парос, тогава владение на Венеция, с рождено име Чечилия Вениер-Бафо като дъщеря на Николо Вениер и Виоланта Бафо. Тя е братовчедка на дожа на Венеция Себастиано Вениер. Според други теории тя е с еврейски или гръцки произход.
През 1537 г. турците завладяват остров Парос и Чечилия е пленена и отведена в Истанбул, където попада в харема на принц Селим, който през 1566 г. заема престола като султан Селим II.

## В Истанбул
В Истанбул младата пленница получава името Нурбану („принцеса на светлината“). Тя става любима наложница на Селим II, на когото през 1546 г. ражда син, бъдещия Мурад III. Когато Селим II умира през 1574 г. Нурбану прикрива смъртта му, като в продължение на дванадесет дни крие тялото на покойния султан в леден блок до завръщането на сина им Мурад от Маниса.
След възцаряването на сина ѝ Нурбану получава титлата Валиде султан и започва да управлява от негово име заедно с великия везир Соколу Мехмед паша. Нурбану води активна кореспонденция с френската кралица Катерина Медичи и по време на деветгодишното си управление провежда провенецианска политика, която ѝ спечелва омразата на Република Генуа.
Нурбану Султан умира на 7 декември 1583 г. при мистериозни обстоятелства. Според слуховете тя е отровена от генуезки агент. Погребана е до съпруга си султан Селим II в „Света София“.